# Stalingrado (film)
Stalingrado (Hunde, wollt ihr ewig leben) è un film di guerra tedesco del 1959, diretto da Frank Wisbar. Il titolo originale, tradotto letteralmente, significa "Cani, volete vivere per sempre?".

## Trama
Il film racconta la battaglia di Stalingrado attraverso gli occhi dei soldati tedeschi accerchiati, che vedono progressivamente uccidere i loro ufficiali e infine si arrendono per avviarsi ai campi di prigionia.